# 李骏 (外交官)
李骏（1892年—1948年5月23日），字显章，广东省梅县人，中华民国外交官。

## 生平
李骏早年就读于中国公学、南洋公学、北京税务学堂。后赴英国、法国留学，获利物浦大学硕士学位。其后，历任中华民国驻巴黎副领事、驻法使馆二等秘书、驻新加坡总领事、驻加拿大总领事、驻巴黎总领事等。1934年至1944年间出任中华民国驻秘鲁全权公使。回国后，任外交部礼宾司司长。翌年，又任中华民国驻丹麦全权公使。1948年于任内逝世。